# Madonna di Corridonia
La Madonna di Corridonia è un dipinto a tempera e oro su tavola (127x63 cm) di Carlo Crivelli, databile al 1472 circa e conservato nella Pinacoteca parrocchiale di Corridonia. 

## Storia
L'opera proviene dalla locale chiesa di Sant'Agostino ed era forse la parte centrale di un polittico, i cui elementi accessori dovettero andare distrutti già nel Settecento. In quel periodo infatti il dipinto fu ingrandito, ridipinto e corredato di nuove figure angeliche. Nel 1925 e di nuovo nel 1950 fu restaurato e pulito, rivelandone la qualità eccelsa, pur se compromessa in parte dalle manomissioni. 

## Descrizione e stile
In questa Madonna, che segna un'evoluzione nello stile dell'artista, Crivelli abbandonò temporaneamente il fondo oro. Maria infatti è seduta su un trono con il tipico drappo alla veneziana che cala coprendo lo schienale, ed è attorniata da una gloria di cherubini e serafini, ma lo sfondo è azzurro. Tiene saldamente il Bambino in braccio e, guardandolo, lo allatta da un piccolo seno che appare in una fessura nella sontuosa veste. Gesù, con un piglio estremamente naturale, ruota la testa per sbirciare dietro di sé: si tratta di un'interpretazione più che mai umana anziché iconica del soggetto sacro, che si guarda agli stessi orizzonti coevi di Giovanni Bellini, sebbene per strade diversissime. Il volto della Madonna esprime al contempo tenerezza e inquietudine.
Nella grandiosità formale dell'impianto si sono colte influenze del pittore Pietro Alamanno, attivo in quelle stesse regioni, che preludono a opere grandiose come il Polittico di Sant'Emidio del Duomo di Ascoli Piceno.